# Charlie Cheever
Charlie Cheever (Pittsburgh, 2 agosto 1981) è un imprenditore e informatico statunitense.
È il cofondatore di Quora, insieme a Adam D'Angelo.

## Biografia
Cheever è originario di Pittsburgh, Pennsylvania. Ha frequentato la Shady Side Academy dal 1986 al 1999, laureandosi poi ad Harvard, in Informatica.
Dopo la laurea, dal 2003 al 2005 ha lavorato per Amazon.com a Seattle. Dal 2006 al 2009 è stato programmatore, poi responsabile tecnico di Facebook, dove ha supervisionato la creazione di Facebook Connect e Facebook Platform.
Ha lasciato Facebook per lanciare Quora a giugno 2009 . Ha abbandonato la gestione attiva di Quora da settembre 2012, ma è rimasto come consulente.
Nel 2016 è diventato CEO di Expo.io (formalmente nota come Exponent), una startup che è "una macchina di traduzione per codice app mobile".